# Đường cao tốc Khai Viễn – Hà Khẩu
Đường cao tốc Khai Viễn – Hà Khẩu (tiếng Trung: 开远－河口高速公路, bính âm: Kāiyuǎn － Hékǒu Gāosù gōnglù, Hán Việt: Khai Viễn - Hà Khẩu Cao tốc công lộ) thường được gọi với cái tên Đường cao tốc Khai Hà (tiếng Trung: 开河高速公路, bính âm: Kāihé Gāosù gōnglù, Hán Việt: Khai Hà Cao tốc công lộ) kí hiệu toàn tuyến G8011 là đường cao tốc kết nối Khai Viễn với Hà Khẩu thuộc châu tự trị Hồng Hà của tỉnh Vân Nam, Trung Quốc. Đường cao tốc này hiện là 1 nhánh phụ của đường cao tốc Quảng Châu–Côn Minh (G80)  (tiếng Trung: 广州—昆明高速公路) 
Đường cao tốc được khánh thành vào năm 2018 .
Hà Khẩu, điểm cuối phía nam của đường cao tốc, nằm trên biên giới Trung Quốc – Việt Nam và có Cửa khẩu quốc tế Lào Cai hiện hữu. Đây cũng là điểm cuối của Đường cao tốc Nội Bài – Lào Cai trên lãnh thổ Việt Nam.